# Diocèse de Vittorio Veneto
Le diocèse de Vittorio Veneto (en latin : Dioecesis Victoriensis Venetorum ; en italien : Diocesi di Vittorio Veneto) est un diocèse de l'Église catholique en Italie, suffragant du patriarcat de Venise et appartenant à la région ecclésiastique du Triveneto.

## Territoire

Territoire du diocèse de Vittorio Veneto

Il est situé dans 3 provinces différentes. La plus grande partie est dans la province de Trévise, l'autre partie de cette province est dans les diocèses de Trévise, Padoue et Concordia-Pordenone. Il possède la commune de Borgo Valbelluna et un morceau de celle de Quero Vas dans la province de Belluno, la plus grande partie de cette province est dans le diocèse de Belluno-Feltre et un peu dans celui de Padoue. Il gère également les communes de Ceggia et Torre di Mosto et une partie des communes de San Donà di Piave et de Caorle de la ville métropolitaine de Venise, l'autre partie de cette ville métropolitaine est dans le patriarcat de Venise.
Le diocèse a une superficie de 1 420 km2 avec 162 paroisses regroupées en 12 archidiaconés. L'évêché est à Vittorio Veneto avec la cathédrale de l'Assomption.

## Histoire
Le diocèse s'étend sur la majeure partie de l'ancien territoire d'Opitergium, l'actuel Oderzo. Important municipe romain, il devient évêché avec l'avènement du christianisme. Sur les cinq évêques connus d'Oderzo, trois sont vénérés comme saints : Titien, Magne (it) et Florian. Le premier est l'actuel saint patron du diocèse.
Entre le Ve siècle et le VIIe siècle, Oderzo est saccagée et détruite à plusieurs reprises par les invasions barbares. La dernière grande destruction est celle de 636 par le roi lombard Rothari. L'évêque Magne s'enfuit alors avec le clergé et les fidèles en transférant l'évêché à Héraclée, centre de la lagune de Venise sous influence byzantine. Oderzo est définitivement détruite et rasée par Grimoald Ier en 669.
Avec l'arrivée des Lombards, la ville de Ceneda prend de plus en plus d'importance et devient capitale du duché lombard du même nom. Le territoire de l'ancien diocèse d'Oderzo est divisé entre les diocèses d'Héraclée (it), Trévise et le nouveau diocèse de Ceneda, établi par les Lombards vers la fin du VIIe siècle ou le début du VIIIe siècle. Au départ, le siège est adepte des Trois Chapitres.
Dans la seconde moitié du Xe siècle, l'empereur Otton Ier investit l'évêque Sicard du titre de comte. À partir de ce moment, les évêques exercent également un pouvoir temporel sur le territoire. Au XIVe siècle, leur influence s'étend également au comté de Tarzo. Cette situation, bien que considérablement réduite, est restée même après la conquête de la Sérénissime, mais en 1768, Venise abolit le comté épiscopal et installe un podestat à Ceneda. Au XIIIe siècle, de puissantes familles locales tentent, en vain, de transférer l'évêché à Conegliano. Toujours suffragant du patriarcat d'Aquilée, il devient suffragant de l'archidiocèse d'Udine en 1753.
Le 1er mai 1818, la bulle De salute dominici gregis du pape Pie VII concerne également le territoire de Ceneda. Le diocèse acquiert les six paroisses de Compardo, une enclave du patriarcat de Venise dans les environs de Conegliano et huit autres paroisses de l'archidiocèse d'Udine. En même temps, Ceneda passe dans la province ecclésiastique du patriarcat de Venise.
À la fin du XIXe siècle, pour des raisons historiques et culturelles, on renonce à unir le diocèse avec celui de Trévise. Le dernier changement territorial important a lieu le 16 avril 1926 avec le décret Quo melius ; les paroisses de Sacilese, anciennement exclave de l'archidiocèse d'Udine, sont regroupées dans le diocèse de Ceneda.

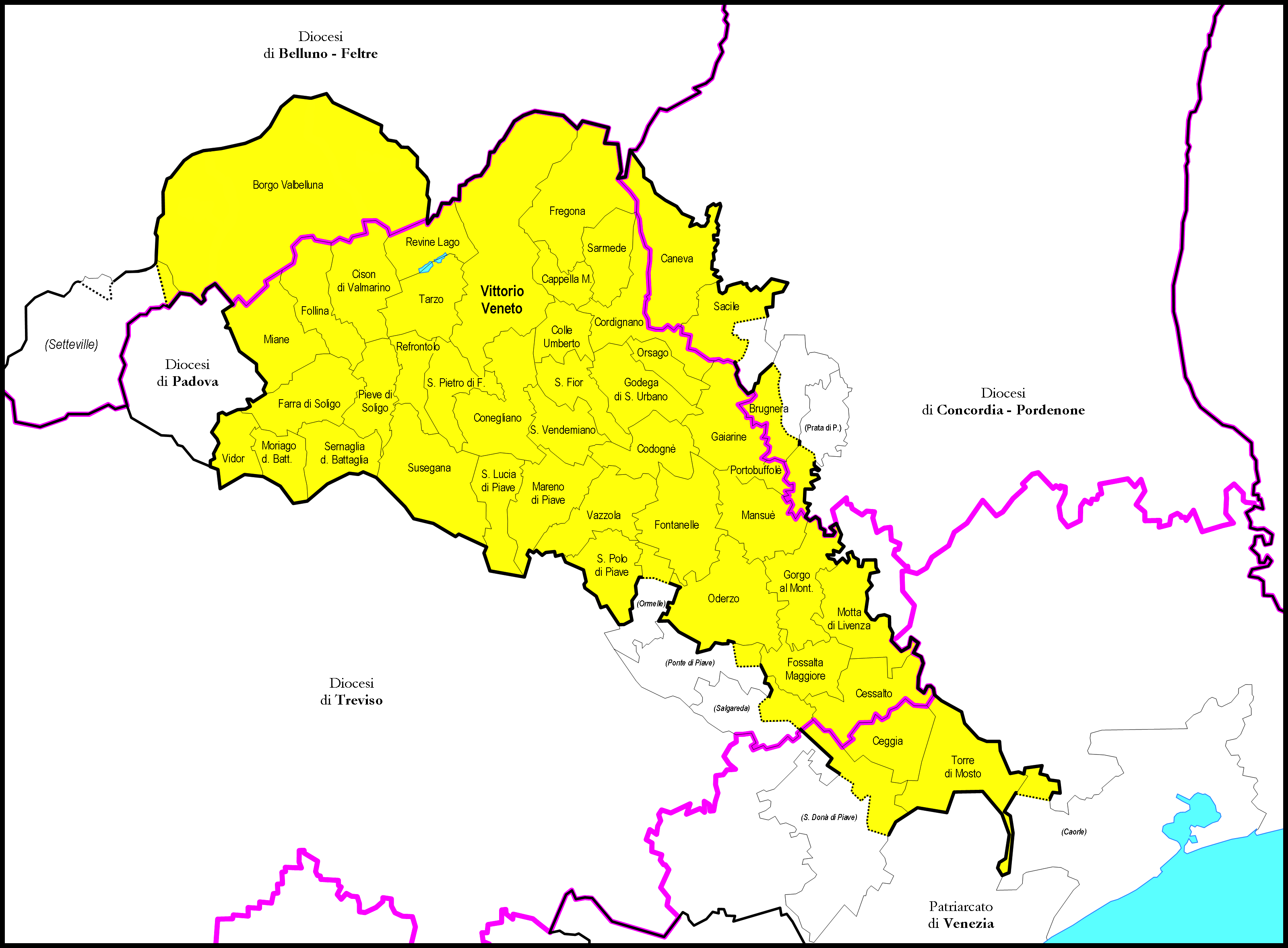

En 1866, les communes de Serravalle et de Ceneda fusionnent pour donner la commune de Vittorio Veneto. Le diocèse prend son nom actuel le 13 mai 1939 avec le décret Quum episcopalis civitas de la congrégation pour les évêques. Entre 1958 et 1969, l'évêché est tenu par Albino Luciani, qui est ensuite élu pape sous le nom de Jean-Paul I.